# 30221 LeDonne
30221 LeDonne è un asteroide della fascia principale. Scoperto nel 2000, presenta un'orbita caratterizzata da un semiasse maggiore pari a 2,2959035 UA e da un'eccentricità di 0,1666111, inclinata di 8,31470° rispetto all'eclittica.